# Zamek Czerwony Kamień
Zamek Czerwony Kamień (słow. Hrad Červený Kameň) – zamek na Słowacji, w kraju bratysławskim, w powiecie Pezinok. 

## Historia
Zbudowany w XIII wieku jako jeden z zamków obronnych na zachodniej granicy Królestwa Węgier. Na początku XVI w. należał do rodu Turzonów, a od 1535 r. do rodu Fuggerów. Kolejni właściciele z rodu Pálffych przebudowali zamek w stylu renesansowym z elementami baroku. Następnym posiadaczem był Miklós II Pálffy de Erdőd (1552–1600), który ożenił się z wnuczką Antona Fuggera, Marią Magdaleną Fugger (1566–1646). Kolejnym właścicielem był Miklós IV Pálffy de Erdőd (1619–1679), żonaty z Marią Eleonorą von Harrach zu Rohrau (1634–1693), który w 1646 odrestaurował rezydencję. Do dziś zachowały się barokowe wnętrza.
W zamku mieści się muzeum z ekspozycjami przedstawiającymi różne aspekty stylu życia codziennego arystokracji.

## Galeria

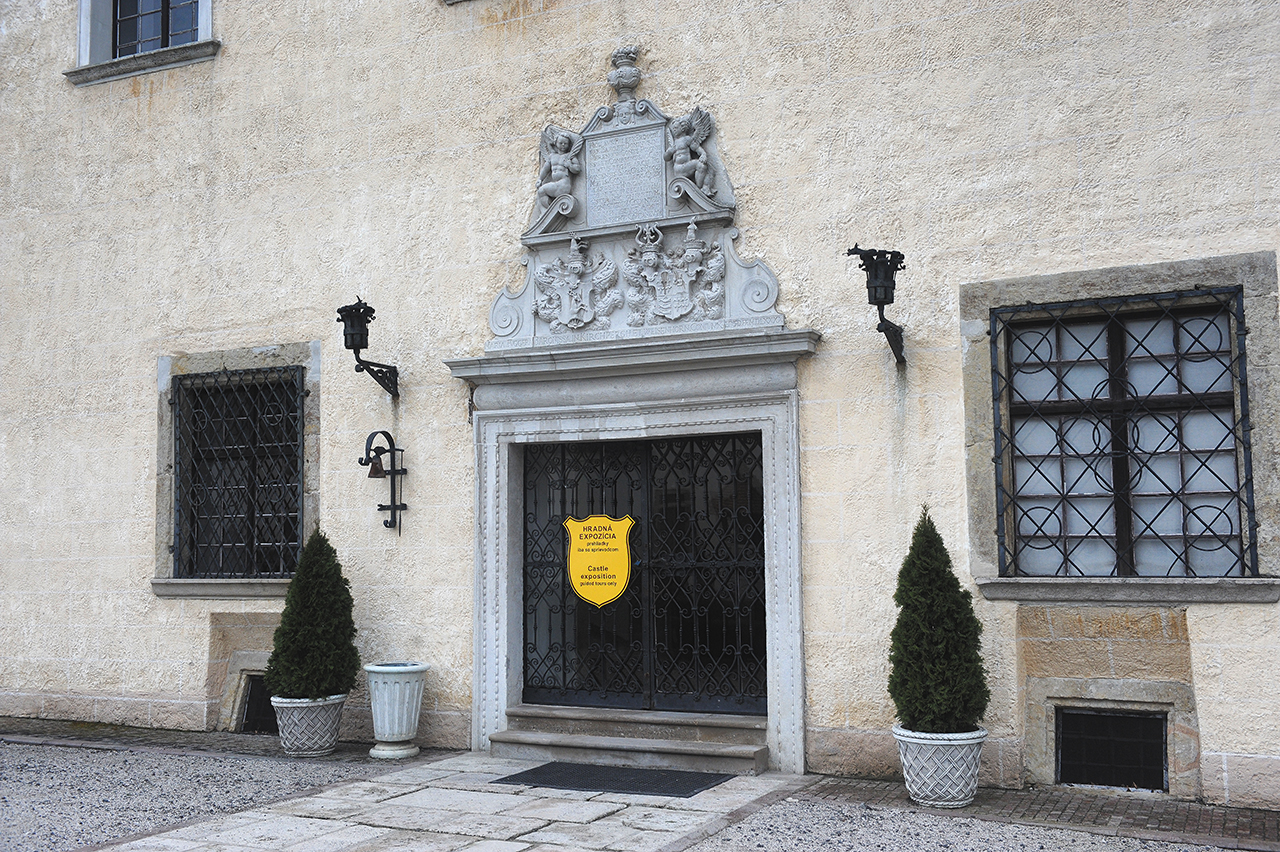
Portal z herbami Miklósa Pálffy'ego, Marii Fugger
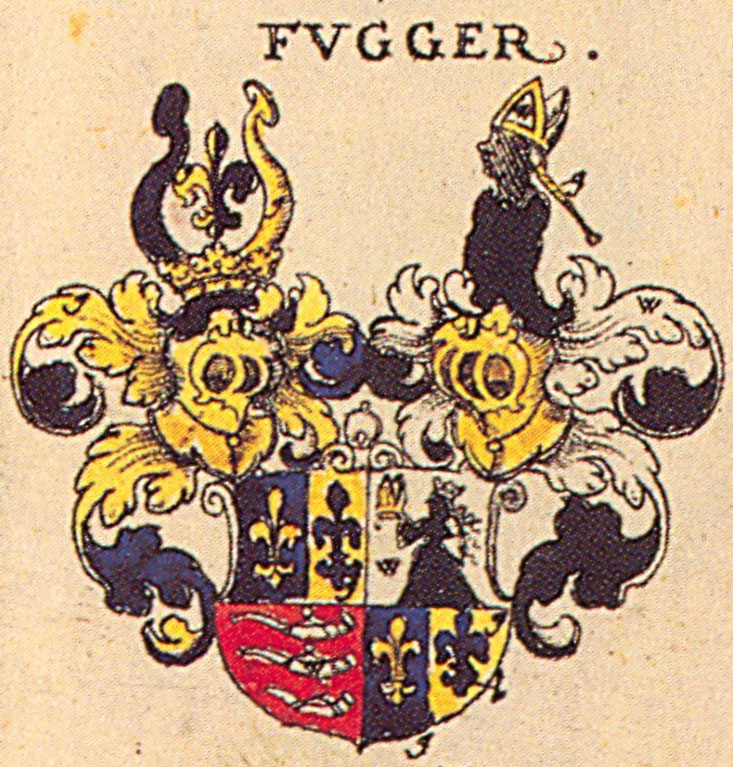
Herb Marii Fugger (1566-1646)
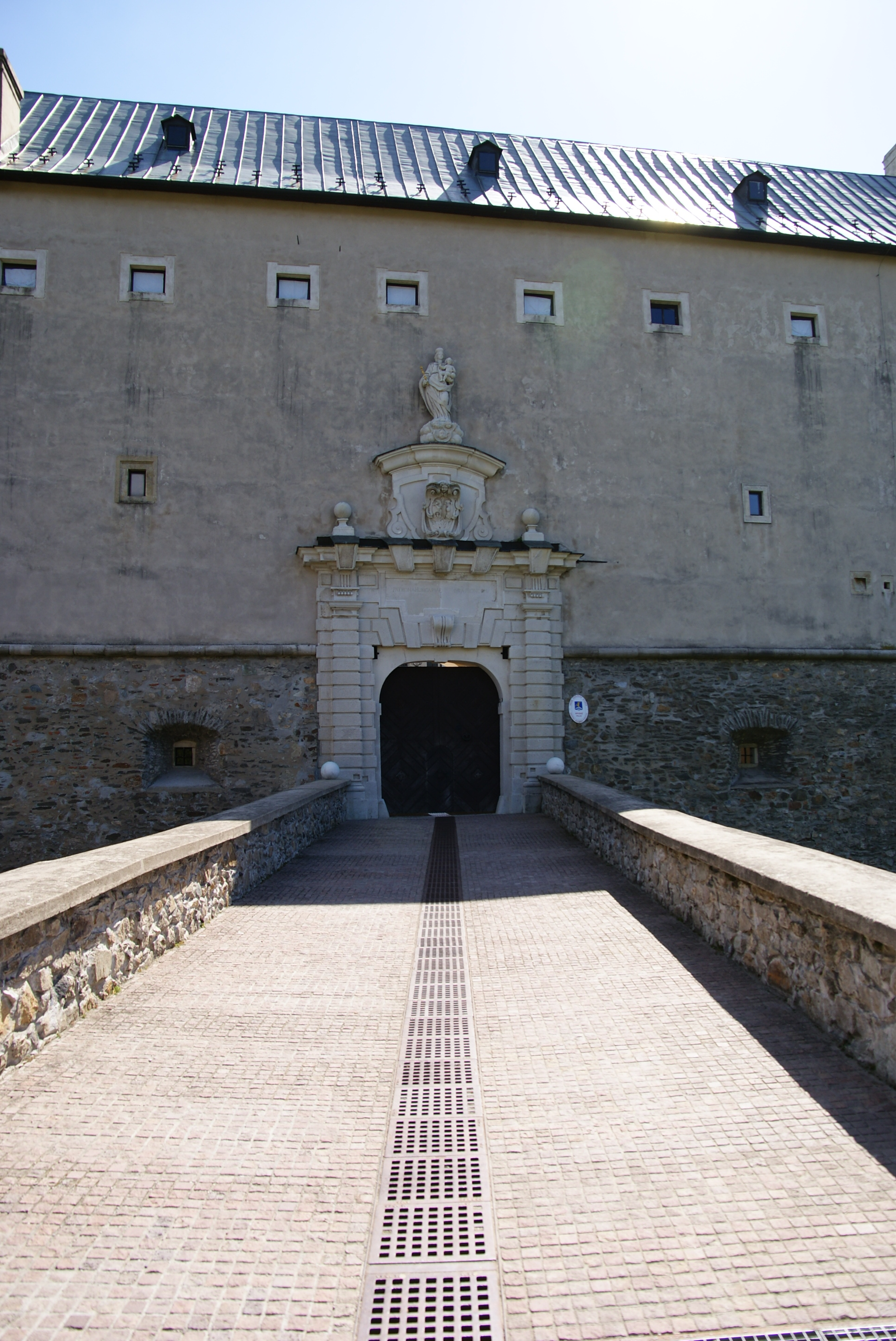
Portal z herbami Pálffy, Harrach
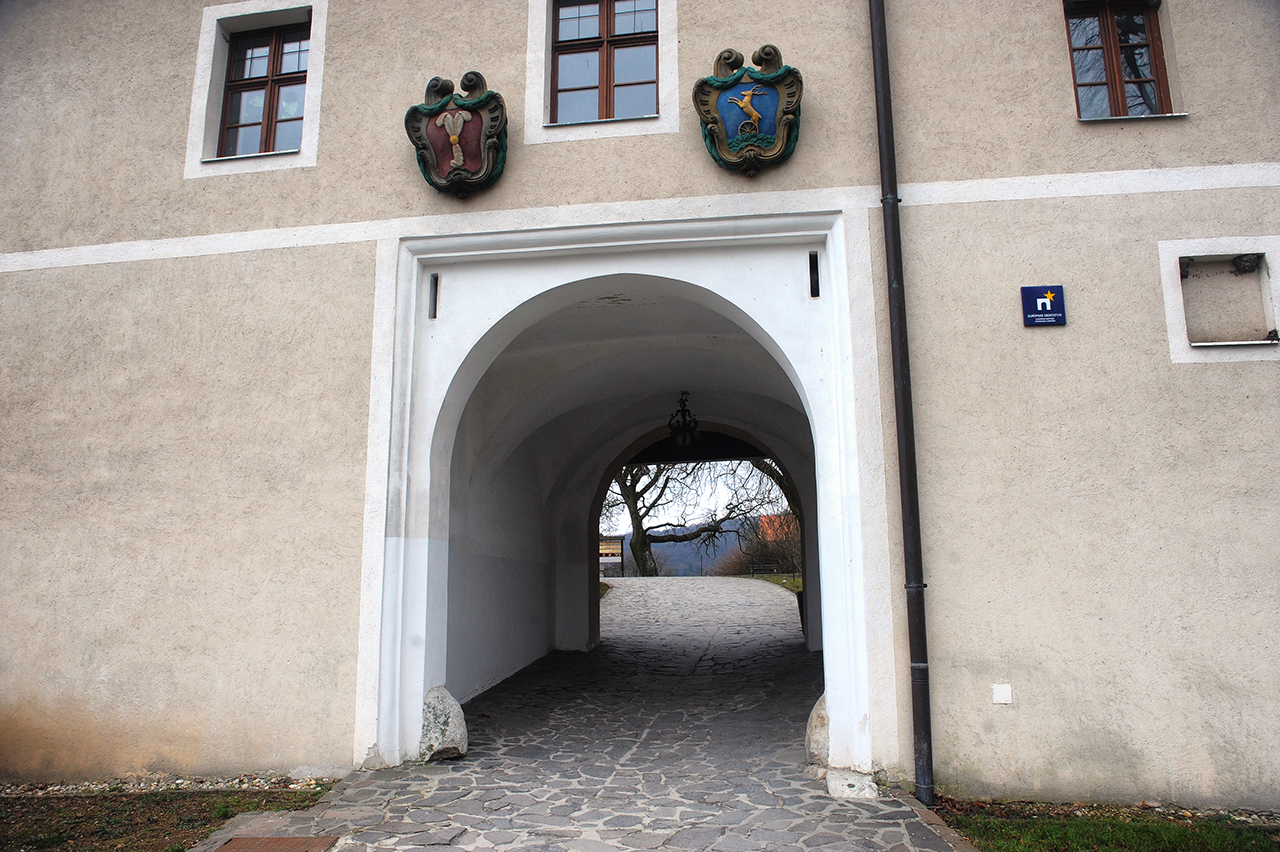
Portal z herbami Harrach, Pálffy
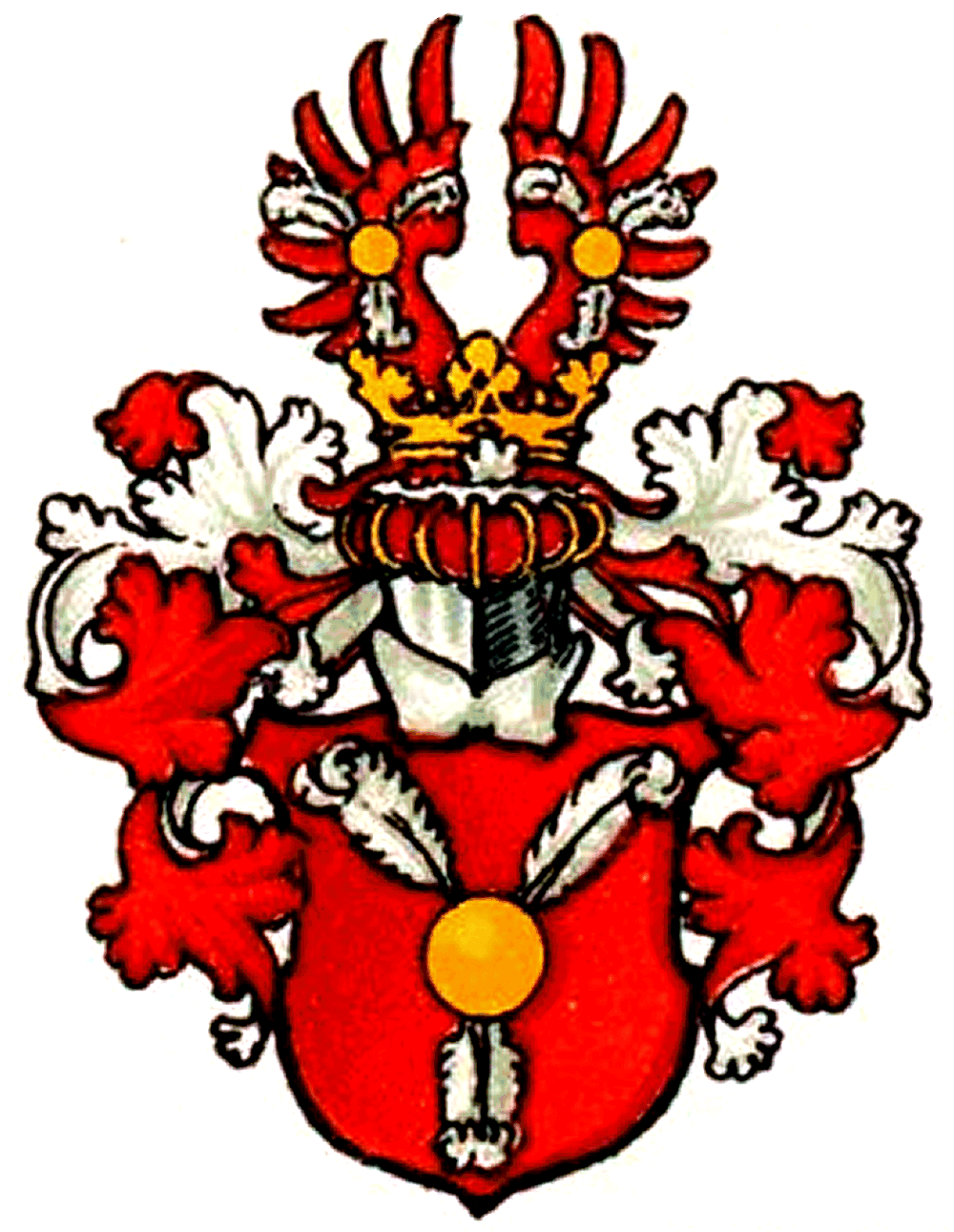
Herb Marii von Harrach (1634-1693)
Herb Miklósa II Pálffy (1552-1600)